# 도미오카촌 (지바현)
도미오카촌(富岡村)은 지바현 기미쓰군에 일찍이 존재했던 촌이다. 현재의 기사라즈시 동부, 소데가우라시 남부에 해당한다.

## 역사
- 1889년 4월 1일 - 정촌제 시행에 의해 모다군 도미오카촌이 성립하였다.
- 1897년 4월 1일 - 모다군이 통합에 의해 기미쓰군이 되었다.
- 1955년 3월 31일 - 남부의 5개 지역은 마쿠다촌과 합병해, 후쿠타정이 성립하였고 북부의 3개 지역은 히라카와정에 편입되어 도미오카촌은 폐지되었다.

## 교통

### 철도
- 일본국유철도 (→ 동일본 여객철도)
  - 구루리선 (마을 지역을 지나고 있지만 역은 존재하지 않았다.)

### 도로
- 구루리 가도 (본촌 폐지후, 1982년에 구루리마쿠타가 개통까지 국도 제410호선이 제정되어 있다.)